# Плиса (Витебская область)
Пли́сса — деревня в Глубокском районе Витебской области Белоруссии. Административный центр Плисского сельсовета. Население — 367 человек (2019).

## Географическое положение
Деревня находится на берегу озера Плисса, в месте, где из него вытекает река Мнюта, на расстоянии 21 км от Глубокого, 179 км от Витебска, 10 км от железнодорожной станции Подсвилье. Рядом с деревней проходит автомобильная дорога Глубокое — Полоцк.

## История

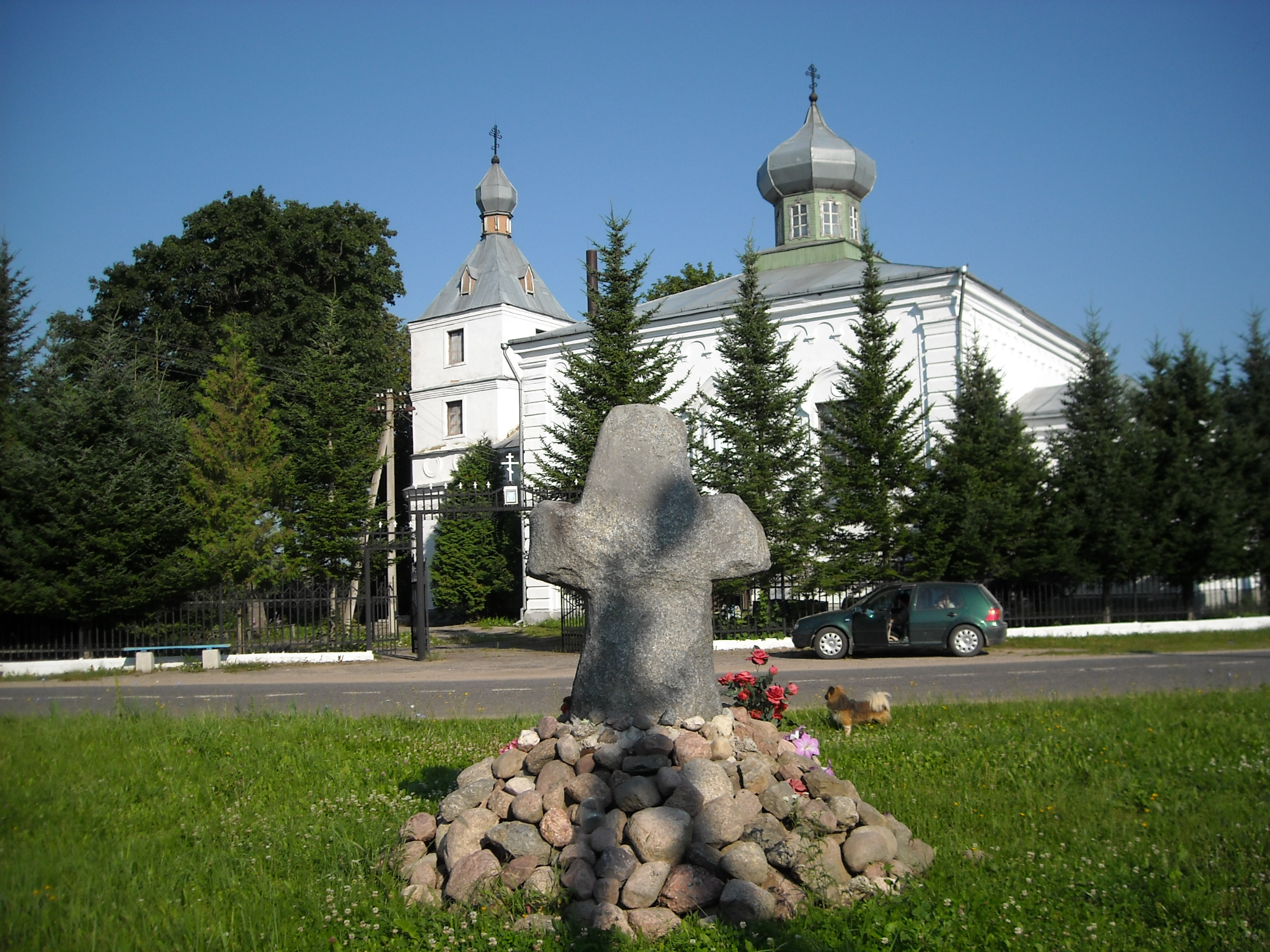
Церковь Святой Параскевы Пятницы и каменный крест

- Впервые упоминается в начале XVI-го века, когда Константин Острожский продале ее Микалаю Пиотуху. Акт продажи был подтверждем прывием Жигимонта Старого 17 июля 1506 года. В 1552 году Дмитрий Богданович Корсак владел местечком и двором Плисо, "Мещан в том местечко домов 24... Бояре того двора Плиского: Андрей, Копоць Алексеевич, Андрей Сырица.....На Плисе церковь Святой Пятницы, при ней поп Андрей".
- С 1602 года владельцем имения был Йозеф Янович Корсак. По инвентарю Имения Плисса 1621 года в самом местечке стоял небольшой усадебный дом с двумя залами, сенями, двумя светлицами и подсобными помещениями. Недалеко стояла корчма с шинокм и избой для постояльцев. В 1623 году имение разделилось и его часть отошла Григорию Яновичу Подбиппенты.
- В начале XVIII века находилась в составе ВКЛ, в Полоцком воеводстве и была во владении рода Подпипентов.
- В 1788 году был подписан королевский прывий на разрешения устраивать ярмарки.
- В 1793 года в результате 2-го раздела Речи Посполитой вошла в состав России (Минская губерния)
- С 1796 по 1801 — в Литовской губернии (были созданы Белорусская, Минская и Литовская губернии)
- с 1839 года церковь из униацкой перевели в православие.
- С 1801 по 1840 — в Виленской губернии, центр волости Дисненского повета
- В 1866 году помещик Куровским пожертвовал для Плиссой церкви колокол, стоимостью 100 рублей.
- В конце XIX века — 528 жителей
- С 1921 по 1939 — по результатам Рижского мирного договора отошла к Польше, посёлок Дисненского повета Виленского воеводства
- С октября 1939 — посёлок в составе БССР
- С 15 января 1940 по 8 июня 1950 — центр Плисского района Вилейской области
- 1 июля 1942 году немецко-фашистские захватчики расстреляли 419 евреев, всего в районе было убито 1676 евреев
- В 1944 году немецко-фашистские захватчики сожгли Плиссу, убили 500 мирных жителей
- С 1944 — в Полоцкой области, позднее — посёлок в Полоцком районе
- С 1954 — в Молодечненской области
- С 1960 — в Витебской области
- С 25 декабря 1965 — в Глубокском районе
- В 2016 году в 4х километрах от деревни Плисса на месте заброшенной военной части был построен санаторий «Плисса»

## Достопримечательность
- Церковь Святой Параскевы Пятницы
- Каменный крест (XIV–XVII вв.) —  Историко-культурная ценность Республики Беларусь, шифр 213В000404
- Курган —  Историко-культурная ценность Республики Беларусь, шифр 213В000405
- Поселение —  Историко-культурная ценность Республики Беларусь, шифр 213В000406

## Источник
- «Беларуская Савецкая Энцыклапедыя», Минск, 1973, том VIII.
- Якимович Ю.А. Зодчество Белоруссии XVI - середины XVII в.: Справ. Пособие. – Мн.: Навука і тэхніка, 1991. – 368с., ил.
- Материалы по истории и георгафии Дисненского и Вилейского уездов Виленской губернии. Витебск, 1896
- Литовские епархиальные ведомости, 1866 год, номер14.